# La Crique
La Crique és un municipi francès situat al departament del Sena Marítim i a la regió de Normandia. L'any 2007 tenia 352 habitants.

## Demografia

### Població
El 2007 la població de fet de La Crique era de 352 persones. Hi havia 120 famílies de les quals 24 eren unipersonals (20 homes vivint sols i 4 dones vivint soles), 40 parelles sense fills, 48 parelles amb fills i 8 famílies monoparentals amb fills.
La població ha evolucionat segons el següent gràfic:
Habitants censats

### Habitatges
El 2007 hi havia 136 habitatges, 124 eren l'habitatge principal de la família, 9 eren segones residències i 3 estaven desocupats. Tots els 135 habitatges eren cases. Dels 124 habitatges principals, 104 estaven ocupats pels seus propietaris, 16 estaven llogats i ocupats pels llogaters i 4 estaven cedits a títol gratuït; 3 tenien dues cambres, 20 en tenien tres, 26 en tenien quatre i 75 en tenien cinc o més. 75 habitatges disposaven pel capbaix d'una plaça de pàrquing. A 50 habitatges hi havia un automòbil i a 64 n'hi havia dos o més.

### Piràmide de població
La piràmide de població per edats i sexe el 2009 era:
| Homes | Edats   | Dones |
| ----- | ------- | ----- |
| 0     | 95 o +  | 0     |
| 0     | 90 a 94 | 0     |
| 4     | 85 a 89 | 0     |
| 0     | 80 a 84 | 0     |
| 8     | 75 a 79 | 8     |
| 4     | 70 a 74 | 8     |
| 0     | 65 a 69 | 0     |
| 8     | 60 a 64 | 8     |
| 0     | 55 a 59 | 4     |
| 12    | 50 a 54 | 4     |
| 24    | 45 a 49 | 16    |
| 12    | 40 a 44 | 12    |
| 32    | 35 a 39 | 16    |
| 0     | 30 a 34 | 16    |
| 8     | 25 a 29 | 4     |
| 16    | 20 a 24 | 8     |
| 12    | 15 a 19 | 16    |
| 8     | 10 a 14 | 16    |
| 8     | 5 a 9   | 16    |
| 8     | 0 a 4   | 8     |

## Economia
El 2007 la població en edat de treballar era de 226 persones, 167 eren actives i 59 eren inactives. De les 167 persones actives 155 estaven ocupades (89 homes i 66 dones) i 12 estaven aturades (5 homes i 7 dones). De les 59 persones inactives 19 estaven jubilades, 17 estaven estudiant i 23 estaven classificades com a «altres inactius».

### Ingressos
El 2009 a La Crique hi havia 129 unitats fiscals que integraven 359,5 persones, la mediana anual d'ingressos fiscals per persona era de 17.653 €.

### Activitats econòmiques
Dels 6 establiments que hi havia el 2007, 4 eren d'empreses de construcció, 1 d'una empresa de transport i 1 d'una empresa financera.
Dels 2 establiments de servei als particulars que hi havia el 2009, 1 era una lampisteria i 1 electricista.
L'any 2000 a La Crique hi havia 13 explotacions agrícoles que ocupaven un total de 736 hectàrees.

## Equipaments sanitaris i escolars
El 2009 hi havia una escola elemental integrada dins d'un grup escolar amb les comunes properes formant una escola dispersa.

## Poblacions més properes
El següent diagrama mostra les poblacions més properes.